# نوی ویندولسکی
نُوی وینُدولسکی (به کرواتی: Novi Vinodolski) شهری در ایالت پریمریه-گرسکی کتار کشور Croatia است که جمعیت آن در سال ۲۰۱۱ میلادی ۵٬۰۱۹ نفر بوده‌است.